# BGL Ligue 2009/10
Die BGL Ligue 2009/10 war die 96. Spielzeit der höchsten luxemburgischen Spielklasse im Fußball der Männer.
Jeunesse Esch feierte seine erste Meisterschaft seit Bestehen der neuen BGL Ligue und seinen insgesamt 28. Meisterschaftstitel.

## Teams
| Verein                | Stadt            | Stadion                   | Kapazität |
| --------------------- | ---------------- | ------------------------- | --------- |
| CS Fola Esch          | Esch-sur-Alzette | Stade Émile Mayrisch      | 3.900     |
| CS Grevenmacher       | Grevenmacher     | Stade Op Flohr            | 4.000     |
| CS Petingen           | Petingen         | Stade Municipal (Pétange) | 3.300     |
| Etzella Ettelbrück    | Ettelbrück       | Stade Am Deich            | 2.020     |
| F91 Düdelingen        | Düdelingen       | Jos-Nosbaum-Stadion       | 4.650     |
| FC Differdingen 03    | Differdingen     | Stade du Thillenberg      | 7.150     |
| FC Monnerich          | Monnerich        | Stade Communal            | 3.304     |
| FC Progrès Niederkorn | Differdingen     | Stade Jos Haupert         | 2.800     |
| FC RM Hamm Benfica    | Luxemburg        | Terrain de Football Cents | 2.800     |
| Jeunesse Esch         | Esch-sur-Alzette | Stade de la Frontière     | 5.400     |
| RFC Union Luxemburg   | Luxemburg        | Stade Achille Hammerel    | 5.814     |
| Swift Hesperingen     | Hesperingen      | Stade Alphonse Theis      | 4.000     |
| UN Käerjéng 97        | Niederkerschen   | Terrain um Bëchel         | 1.150     |
| US Rumelange          | Rümelingen       | Stade Municipal           | 2.950     |

## Abschlusstabelle
| Pl. | Verein                | Sp. | S  | U  | N  | Tore    | Diff. | Punkte |
| --- | --------------------- | --- | -- | -- | -- | ------- | ----- | ------ |
| 1.  | Jeunesse Esch         | 26  | 17 | 6  | 3  | 045:200 | +25   | 57     |
| 2.  | F91 Düdelingen (M, P) | 26  | 16 | 6  | 4  | 060:230 | +37   | 54     |
| 3.  | CS Grevenmacher       | 26  | 13 | 4  | 9  | 046:400 | +6    | 43     |
| 4.  | FC Differdingen 03 1  | 26  | 12 | 6  | 8  | 041:300 | +11   | 42     |
| 5.  | FC RM Hamm Benfica    | 26  | 11 | 8  | 7  | 050:290 | +21   | 41     |
| 6.  | CS Fola Esch          | 26  | 11 | 8  | 7  | 049:380 | +11   | 41     |
| 7.  | RFC Union Luxemburg   | 26  | 12 | 5  | 9  | 039:450 | −6    | 41     |
| 8.  | Etzella Ettelbrück    | 26  | 8  | 8  | 10 | 042:430 | −1    | 32     |
| 9.  | CS Petingen (N)       | 26  | 9  | 5  | 12 | 036:420 | −6    | 32     |
| 10. | Swift Hesperingen     | 26  | 8  | 5  | 13 | 033:420 | −9    | 29     |
| 11. | FC Progrès Niederkorn | 26  | 6  | 10 | 10 | 039:440 | −5    | 28     |
| 12. | UN Käerjéng 97 2      | 26  | 7  | 7  | 12 | 028:360 | −8    | 28     |
| 13. | US Rumelange (R)      | 26  | 7  | 1  | 18 | 027:630 | −36   | 22     |
| 14. | FC Monnerich (N)      | 26  | 2  | 7  | 17 | 018:580 | −40   | 13     |

| (M) | amtierender luxemburgischer Meister                      |
| (P) | amtierender luxemburgischer Pokalsieger                  |
| (R) | Verbleib in der BGL Ligue durch Gewinn der Barragespiele |
| (N) | Neuaufsteiger aus der Ehrenpromotion                     |

## Kreuztabelle
Die Kreuztabelle stellt die Ergebnisse aller Spiele dieser Saison dar. Die Heimmannschaft ist in der linken Spalte, die Gastmannschaft in der oberen Zeile aufgelistet.
| 2009/10 | 2009/10               | F91 Düdelingen | FC Differdingen 03 | GRE | JEU | CS Fola Esch | FC RM Hamm Benfica | FC Progrès Niederkorn | Etzella Ettelbrück | UN Käerjéng 97 | RFC Union Luxemburg | Swift Hesperange | RUM | CS Petingen | FC Monnerich |
| ------- | --------------------- | -------------- | ------------------ | --- | --- | ------------ | ------------------ | --------------------- | ------------------ | -------------- | ------------------- | ---------------- | --- | ----------- | ------------ |
| 01.     | F91 Düdelingen        |                | 3:1                | 5:0 | 4:0 | 3:3          | 3:0                | 2:1                   | 1:1                | 1:1            | 3:0                 | 4:1              | 0:0 | 2:0         | 1:0          |
| 02.     | FC Differdingen 03    | 0:1            |                    | 2:0 | 5:2 | 0:5          | 1:0                | 1:1                   | 2:0                | 2:1            | 7:0                 | 1:1              | 4:0 | 4:1         | 1:0          |
| 03.     | CS Grevenmacher       | 1:0            | 2:0                |     | 2:5 | 2:0          | 3:2                | 2:1                   | 3:1                | 5:2            | 1:1                 | 2:1              | 4:1 | 0:3         | 0:1          |
| 04.     | Jeunesse Esch         | 1:1            | 2:1                | 2:0 |     | 1:0          | 1:0                | 2:1                   | 1:2                | 2:0            | 5:1                 | 3:1              | 4:0 | 0:0         | 2:0          |
| 05.     | CS Fola Esch          | 1:3            | 1:1                | 3:2 | 0:1 |              | 1:1                | 4:1                   | 5:4                | 0:0            | 1:2                 | 4:1              | 4:2 | 2:1         | 1:1          |
| 06.     | FC RM Hamm Benfica    | 4:2            | 3:0                | 2:2 | 0:1 | 3:0          |                    | 3:3                   | 3:1                | 3:0            | 1:1                 | 0:0              | 0:3 | 7:2         | 2:0          |
| 07.     | FC Progrès Niederkorn | 4:2            | 0:0                | 0:0 | 0:2 | 1:1          | 2:2                |                       | 1:3                | 0:2            | 2:2                 | 1:4              | 3:1 | 0:1         | 4:2          |
| 08.     | Etzella Ettelbrück    | 1:2            | 1:0                | 1:3 | 1:1 | 0:1          | 1:1                | 2:2                   |                    | 1:1            | 6:1                 | 1:0              | 1:2 | 2:4         | 0:0          |
| 09.     | UN Käerjéng 97        | 1:0            | 1:4                | 1:1 | 0:0 | 1:0          | 0:1                | 2:0                   | 0:1                |                | 1:3                 | 0:2              | 1:2 | 0:0         | 1:1          |
| 10.     | RFC Union Luxemburg   | 2:2            | 0:1                | 2:1 | 0:2 | 2:2          | 1:0                | 1:2                   | 3:4                | 1:0            |                     | 1:0              | 3:0 | 3:1         | 1:0          |
| 11.     | Swift Hesperingen     | 0:2            | 3:0                | 1:3 | 0:0 | 0:1          | 0:0                | 1:4                   | 2:2                | 1:4            | 0:2                 |                  | 4:1 | 1:3         | 2:1          |
| 12.     | US Rumelange          | 0:5            | 1:2                | 0:2 | 0:1 | 2:4          | 0:6                | 0:3                   | 1:3                | 2:3            | 0:3                 | 1:2              |     | 1:0         | 2:0          |
| 13.     | CS Petingen           | 0:1            | 0:0                | 2:0 | 0:3 | 1:3          | 0:1                | 1:1                   | 1:1                | 3:1            | 4:1                 | 1:3              | 1:3 |             | 5:2          |
| 14.     | FC Monnerich          | 0:9            | 1:1                | 1:5 | 1:1 | 2:2          | 1:5                | 1:1                   | 2:1                | 0:4            | 1:2                 | 0:2              | 0:2 | 0:1         |              |

## Relegation
Der zwölftplatzierte UN Käerjéng 97 gewann das Relegationsspiel gegen den Dritten der Ehrenpromotion, den CS Oberkorn.
| Paarung   | UN Käerjéng 97 – CS Oberkorn                                                                           |
| Ergebnis  | 3:1 (1:0)                                                                                              |
| Stadion   | Stade Communal, Monnerich                                                                              |
| Zuschauer | 1.182                                                                                                  |
| Tore      | 1:0 Romain Zewe (14.), 2:0 Clayton Santos Pires (51.), 3:0 Gil Martins (54.), 3.1 Nuno Goncalves (73.) |

## Torschützenliste
| Pl. | Name              | Team                  | Tore |
| --- | ----------------- | --------------------- | ---- |
| 1.  | Daniel Huss       | CS Grevenmacher       | 20   |
| 2.  | Joris Di Gregorio | CS Fola Esch          | 16   |
| 3.  | Anel Pjanić       | CS Petingen           | 12   |
| 3.  | Nicolas Caldieri  | FC Progrès Niederkorn | 12   |
| 3.  | Romain Zewe       | UN Käerjéng 97        | 12   |
| 6.  | Johan Sampaio     | Swift Hesperingen     | 11   |
| 7.  | Djilali Kehal     | FC RM Hamm Benfica    | 10   |
| 8.  | Aoued Aouaichia   | FC RM Hamm Benfica    | 9    |
| 8.  | Daniel da Mota    | F91 Düdelingen        | 9    |
| 10. | Aurélien Joachim  | FC Differdingen 03    | 8    |
| 10. | Stéphane Piron    | Jeunesse Esch         | 8    |
| 10. | Stéphane Martine  | RFC Union Luxemburg   | 8    |
| 10. | Pierre Piskor     | FC Differdingen 03    | 8    |